# Präfekturale Graduiertenuniversität für Industrielle Technologie Tokio

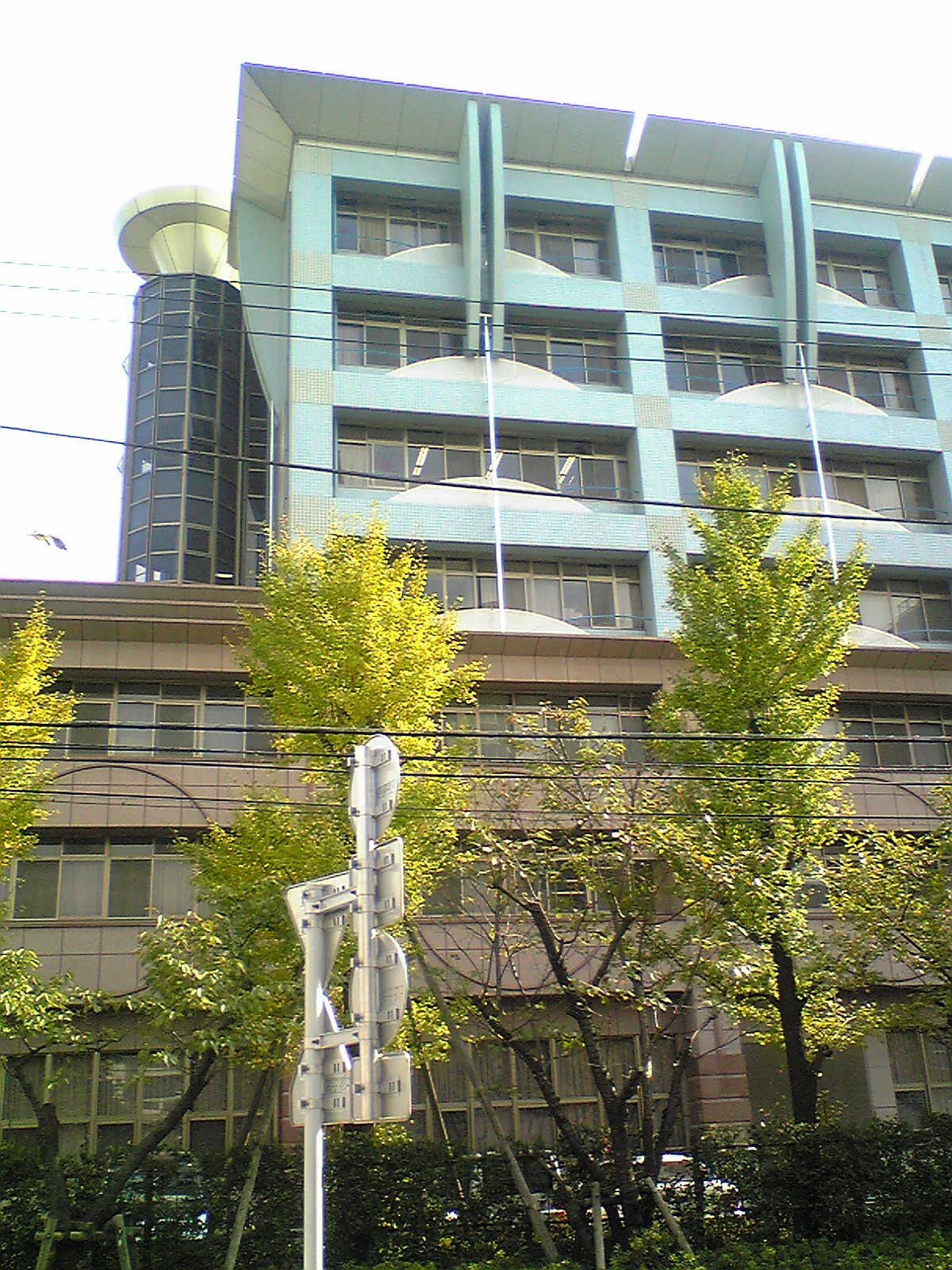
Shinagawa-Campus (2006)

Die Präfekturale Graduiertenuniversität für Industrielle Technologie Tokio (jap. 東京都立産業技術大学院大学 Tōkyō-toritsu sangyō gijutsu daigakuin daigaku; engl. Advanced Institute of Industrial Technology, kurz: AIIT) ist eine öffentliche Universität in Shinagawa in der Präfektur Tokio (Japan).
Weil die Universität eine Graduiertenuniversität ist, fehlen ihr die Bachelorstudiengänge; sie besteht aus beruflicher Graduiertenschule (Masterstudiengänge).
Gegründet wurde sie 2006 im Shinagawa-Campus der Präfekturalen Fachoberschule für Industrielle Technologie Tokio (東京都立産業技術高等専門学校, Tōkyō-toritsu sangyō gijutsu kōtō semmon gakkō). Die Fachoberschule bietet 5-jährige Hauptkurse (Alter: 15–20) und 2-jährige Aufbaukurse (Bachelorstudiengänge. Alter: 20–22) an. Darauf bietet die Graduiertenuniversität 2-jährige Masterstudiengänge (Alter: 22–24) an.
Die Graduiertenuniversität hieß zuerst nur „Graduiertenuniversität für Industrielle Technologie“ (ohne „präfekturale“ oder „Tokio“). 2020 erhielt sie den heutigen Namen.

## Fakultäten
- Graduiertenschule für Industrielle Technologie (Masterstudiengänge)
  - Business Systems Design Engineering Course
  - Information Systems Architecture Course
  - Innovation for Design and Engineering Course